# Коломенская улица (Москва)
Коло́менская у́лица — улица в районе Нагатинский Затон Южного административного округа города Москвы. Проходит от Коломенской набережной до улицы Новинки, доходя до музея-заповедника Коломенское. Длина — около 2300 метров.

## История
Со средних веков в районе конца нынешней Коломенской улицы располагалась окраина древнего села Коломенское (известное с XIV века).
В 1930-е годы в Коломенском был основан колхоз «Огородный гигант», который выращивал овощи на бывших Потешных государевых лугах.
В 1960 году подмосковные села Нагатино, Коломенское, Новинки были включены в состав Москвы (в рамках Пролетарского района) и с конца 1960-х стали активно застраиваться современными домами. К 1960-м годам весь микрорайон носил название Нагатино. C конца 1960-х в районе текущей улицы был Коломенский проезд.
В 1981 году на месте сельхозполей бывшего овощеводческого колхоза «Огородный гигант» была начата современная жилая застройка в районе нынешней улицы Коломенская и Коломенская набережная. Название современной улице было дано в начале 1982 года.

## Транспорт

### Метро
- Станция «Кленовый бульвар (БКЛ)»[7]
- Станция «Нагатинский Затон»
- Станция «Кленовый бульвар (Бирюлёвская линия)» — утверждён проект
- Станция «Коломенская»

### Наземный транспорт
| 888:  | Нагатинский Затон • Коломенская • Технопарк • Кожуховская • 7-я Кожуховская улица                      |
| 824:  | Нагатинский Затон • Кленовый бульвар • Коломенская • Кленовый бульвар                                  |
| с856: | Нагатинский Затон • Кленовый бульвар • Коломенская • Технопарк • Таганская • Котельническая набережная |
| с811: | Нагатинский Затон • Коломенская • Нагатинская • 1-й Нагатинский проезд                                 |

«→» — остановки проходятся только при движении в прямом направлении; «←» — остановки проходятся только при движении в обратном направлении.

## Примечательные здания и сооружения

### Нечётная сторона
- № 5 стр. 3 — Центр социального обслуживания (ГБУ ТЦСО «Коломенское»)
- № 7 — Универсам «Перекрёсток»
- № 9 корп. 2 — детский сад
- № 11 — ОМВД России по району Нагатинский затон
- № 17 — ТЦ «Океан»

### Чётная сторона
- № 16 — Автосалон, автосервис